# 안영근
안영근(安泳根, 1958년 2월 20일 ~ )은 노동운동가 출신의 대한민국의 정치인이다. 종교는 천주교이며, 세례명은 다니엘이다.
경신고등학교 졸업을 거쳐 인하대학교 행정학과에서 학사 학위를 취득했으며, 이후 신한민주당 당무위원 겸 지역지방자치행정특보위원 직을 잠시 지낸 그는 이후 1987년 대한민국 제13대 대통령 선거를 앞두고 백기완의 지지를 선언한 것을 계기로 정계에 본격 입문해 민중당 시의원 지선 후보(1991년), 통합민주당 국회의원 총선 후보(1996년)으로 각기 한차례씩의 낙선의 아픔을 맛본다.
16대 총선에서 한나라당 소속으로 새천년민주당의 이강희를 꺾고 국회에 입성했으며, 국회 입성 이 후 임종석, 김홍신, 원희룡과 함께 《국가보안법 폐지안》을 발의한 것을 비롯해 민주당의 개혁법안에 적극 찬성하는 행보를 보여 수뇌부 및 보수성향의 동료 의원들과의 사이가 원만하지 못했다.
2003년 7월 이부영, 이우재, 김부겸, 김영춘과 함께 한나라당을 탈당한 후 민주당내 신당파와 함께 열린우리당을 창당하고 이듬해의 17대 총선에서 2선의 고지에 오른다.
하지만 열린우리당 창당 이 후 당내 보수성향 영입 인사의 모임인 《안정적 개혁을 위한 모임》의 간사를 맡으며 국가보안법 및 사립학교법 전면개정에 반대하고, 2006년 지방선거 참패 이 후에는 고건 옹립론을 주장해 특유의 개혁성을 상실한 행보로 동지들의 비판을 받는다.
2008년 1월 29일, 노무현 대통령을 잘 보필하지 못한 책임을 지고 18대 총선 불출마를 선언했다.

## 학력
- 풍기국민학교 졸업
- 홍익대학교 사범대학 부속중학교 졸업
- 경신고등학교 졸업
- 인하대학교 법경대학 행정학 학사

## 경력
- 매일경제 신문사 근무
- 한국공업 표준협회 근무
- 인천지역사회운동연합 집행국 국장
- 민주통일민중운동연합 중앙위원
- 전국민족민주운동연합 중앙위원
- 한겨레신문 남인천지국장
- 신한민주당 지방자치행정특보위원
- 민중당 정책전문위원
- 인천환경운동연합 지도위원
- 21세기사회발전연구회 사무처장
- 개혁신당 조직국장
- 통합민주당 노동특별위원회 부위원장
- 주식회사 기린금속 이사
- 제16·17대 국회의원
- 인하대학교 총동창회 상임이사
- 한나라당 총재 특별보좌역
- 한나라당 대외협력위원회 부위원장
- 민족정기를 세우는 의원모임 회원
- 국민참여통합신당준비위원회 위원
- 열린우리당 중앙위원
- 사단법인 인천인터넷기업협회 고문

## 역대 선거 결과
|  | 19.7% |

|  | 12.47% |

|  | 44.61% |

|  | 46.25% |

## 소속 정당
| 소속 정당 | 소속 정당      | 소속 기간 | 비고      |
| --------- | -------------- | --------- | --------- |
|           | 신한민주당     | 1986~1987 | 정계 입문 |
|           | 무소속         | 1987      | 탈당      |
|           | 통일민주당     | 1987~1990 | 창당      |
|           | 무소속         | 1990      | 탈당      |
|           | 민중당         | 1990~1991 | 창당      |
|           | 무소속         | 1991      | 탈당      |
|           | 민주당         | 1991      | 입당      |
|           | 민주당         | 1991~1995 | 합당      |
|           | 무소속         | 1995      | 탈당      |
|           | 개혁신당       | 1995      | 창당      |
|           | 통합민주당     | 1995~1996 | 합당      |
|           | 민주당         | 1996~1997 | 당명 변경 |
|           | 한나라당       | 1997~2003 | 합당      |
|           | 무소속         | 2003      | 탈당      |
|           | 열린우리당     | 2003~2007 | 창당      |
|           | 무소속         | 2003      | 탈당      |
|           | 대통합민주신당 | 2007~2008 | 창당      |
|           | 통합민주당     | 2008      | 합당      |
|           | 민주당         | 2008~2011 | 당명 변경 |
|           | 민주통합당     | 2011~2013 | 합당      |
|           | 민주당         | 2013~2014 | 당명 변경 |
|           | 새정치민주연합 | 2014~2015 | 합당      |
|           | 무소속         | 2015~2016 | 탈당      |
|           | 국민의당       | 2016~2018 | 창당      |
|           | 바른미래당     | 2018      | 합당      |
|           | 무소속         | 2018~2024 | 탈당      |
|           | 개혁신당       | 2024~2025 | 창당      |
|           | 무소속         | 2025~현재 | 탈당      |

## 같이 보기
- 남구 을 (인천)
- 인천 남구의 국회의원